# Габриеле Дети
Габриеле Дети (итал. Gabriele Detti; Ливорно, 29. август 1994), италијански је пливач чија специјалност су трке слободним стилом на дужим деоницама. Некадашњи је светски првак у трци на 800 метара слободним стилом, освајач олимпијских медаља и вишеструки првак и рекордер Италије.

## Спортска каријера
Дети је са наступима на међународној пливачкој сцени започео још као јуниор, и у том периоду је остварио неколико запаженијих резултата на светским и европским првенствима. Прво велико сениорско такмичење на коме је учествовао, било је Европско првенство у Дебрецину 2012, где је успео да се пласира у финале обе трке у којима је учествовао (на 400 и 800 метара). 
Пар месеци касније дебитовао је на Олимпијским играма у Лондону пласманом на 13. место квалификација трке на 1.500 слободно. Након тога је учествовао на Европском првенству у малим базенима, које је одржано у Шартру, а где је освојио прву медаљу у сениорској каријери, сребро у трци на 400 метара слободним стилом. 
На светским првенствима у великим базенима је дебитовао у Барселони 2013, где није успео да се пласира у финале ни једне од три трке у којима се такмичио, а потом је у децембру исте године на Европском првенству у малим базенима у Хернингу освојио бронзу у трци на 1.500 слободно. 
Дети је остварио велики успех на европском првенству у Берлину 2014, где је успео да се пласира у финала све четири трке у којима је учествовао, освојивши и две бронзане медаље у тркама на 800 и 1.500 метара слободним стилом.
Серију успешних резултата на првенствима Европе у малим базенима наставио је и у Нетањи 2015, освајањем с
сребра и бронзе у тркама на 1.500 и 400 метара слободним стилом. 
На европском првенству у Лондону 2016. Дети је освојио златну медаљу у трци на 400 слободно, што је била његова прва титула континенталног првака у сениорској каријери. Поред златне, на истом првенству је освојио још и две сребрне (800 и 1.500 слободно) и једну бронзану медаљу (штафета 4×200 слободно). Три месеца касније по други пут је наступио на Олимпијским играма које су те године одржане у Рију, где је успео да освоји бронзане медаље у обе појединачне трке у којима се такмичио — на 400 и 1.500 метара слободним стилом. 
Велики успех је постигао на светском првенству у Будимпешти 2017, где је освојио златну медаљу у трци на 800 слободно и бронзу на 400 слободно. 
Учествовао је и на Светском првенству у малим базенима у Хангџоуу 2018, а једину дисциплину у којој се такмичио, трку на 400 слободно, завршио је освајањем бронзане медаље. 
На светском првенству у корејском Квангџуу 2019 такмичио се у три дисциплине. Најбољи резултат је постигао у трци на 400 слободно коју је завршио на трећем месту у финалу, у трци на 800 слободно је био пети, док је италијанска штафета 4×200 слободно у финалу испливала укупно четврти резултат.